# Saint-Christol (Hérault)
Saint-Christol è un comune francese di 1 423 abitanti situato nel dipartimento dell'Hérault nella regione dell'Occitania.

## Società

### Evoluzione demografica
Abitanti censiti